# Svetla Mitkova-Sınırtaş
Svetla Mitkova-Sınırtaş, bułg. Светла Иванова Миткова, Swetła Iwanowa Mitkowa (ur. 17 czerwca 1964 w Medowie w obwodzie Dobricz) – bułgarska lekkoatletka specjalizująca się w pchnięciu kulą oraz rzucie dyskiem, trzykrotna uczestniczka letnich igrzysk olimpijskich (Seul 1988, Barcelona 1992, Atlanta 1996). Reprezentantka Turcji od 1999, po wyjściu za mąż (w barwach tego kraju wystąpiła w 1999 w mistrzostwach świata Sewilli oraz w 2000 w halowych mistrzostwach Europy w Gandawie, w obu przypadkach nie zdobywając awansu do finału pchnięcia kulą).

## Sukcesy sportowe
- trzynastokrotna mistrzyni Bułgarii w pchnięciu kulą – 1984, 1985, 1986, 1987, 1990, 1991, 1992, 1993, 1994, 1995, 1996, 1997, 1998[1]
- czterokrotna mistrzyni Bułgarii w rzucie dyskiem – 1983, 1990, 1993, 1998
- dziewięciokrotna mistrzyni Bułgarii w pchnięciu kulą – 1985, 1989, 1991, 1992, 1994, 1995, 1997, 1998, 1999[2]

| Rok  | Miasto           | Zawody                    | Konkurencja                 | Wynik                  |
| ---- | ---------------- | ------------------------- | --------------------------- | ---------------------- |
| 1983 | Helsinki         | Mistrzostwa świata        | rzut dyskiem                | 10. miejsce            |
| 1986 | Stuttgart        | Mistrzostwa Europy        | rzut dyskiem pchnięcie kulą | 5. miejsce 12. miejsce |
| 1986 | Moskwa           | Igrzyska Dobrej Woli      | pchnięcie kulą rzut dyskiem | 5. miejsce 6. miejsce  |
| 1987 | Rzym             | Mistrzostwa świata        | rzut dyskiem pchnięcie kulą | 5. miejsce 9. miejsce  |
| 1988 | Budapeszt        | Halowe mistrzostwa Europy | pchnięcie kulą              | 4. miejsce             |
| 1988 | Seul             | Igrzyska olimpijskie      | rzut dyskiem pchnięcie kulą | 4. miejsce 10. miejsce |
| 1991 | Tokio            | Mistrzostwa świata        | pchnięcie kulą              | 10. miejsce            |
| 1992 | Genua            | Halowe mistrzostwa Europy | pchnięcie kulą              | srebrny medal          |
| 1992 | Barcelona        | Igrzyska olimpijskie      | pchnięcie kulą              | 6. miejsce             |
| 1993 | Stuttgart        | Mistrzostwa świata        | pchnięcie kulą              | 10. miejsce            |
| 1994 | Paryż            | Halowe mistrzostwa Europy | pchnięcie kulą              | brązowy medal          |
| 1994 | Helsinki         | Mistrzostwa Europy        | pchnięcie kulą              | brązowy medal          |
| 1994 | Sankt Petersburg | Igrzyska Dobrej Woli      | pchnięcie kulą              | brązowy medal          |
| 1995 | Göteborg         | Mistrzostwa świata        | pchnięcie kulą              | brązowy medal          |
| 1997 | Ateny            | Mistrzostwa świata        | pchnięcie kulą              | 9. miejsce             |
| 1998 | Walencja         | Halowe mistrzostwa Europy | pchnięcie kulą              | 7. miejsce             |

## Rekordy życiowe
- pchnięcie kulą – 20,91 – Sofia 24/05/1987
- pchnięcie kulą (hala) – 20,13 – Weselinowo 01/02/1992
- rzut dyskiem – 69,72 – Sofia 15/08/1987

Aktualna rekordzistka Turcji w pchnięciu kulą w hali (18,25 w 2000) i była rekordzistka na stadionie (17,76 w 1999).